# Гай Целий Секунд
Гай Целий Секунд (на латински: Gaius Caelius Secundus) e политик и сенатор на Римската империя през 2 век.
През 157 г. Секунд е суфектконсул заедно с Гай Юлий Комод Орфициан.